# Bryum innovans
Bryum innovans là một loài rêu trong họ Bryaceae. Loài này được H.A. Crum mô tả khoa học đầu tiên năm 1983.